# ТЕС Альтомонте
ТЕС Альтомонте — теплова електростанція на півдні Італії у регіоні Калабрія, провінція Козенца. Споруджена з використанням технології комбінованого парогазового циклу.
Введена в експлуатацію у 2006 році, станція має один блок потужністю 780 МВт. У ньому встановлені дві газові турбіни потужністю по 253,7 МВт, які через котли-утилізатори живлять одну парову турбіну з показником 275,8 МВт.
Загальна паливна ефективність ТЕС становить 57,1 %.
Як паливо станція використовує природний газ.
Для видалення продуктів згоряння із котлів-утилізаторів споруджені два димарі висотою по 50 метрів.
Зв'язок із енергомережею відбувається по ЛЕП, розрахованій на роботу із напругою 380 кВ.